# リセス 〜ぼくらの休み時間〜
『リセス 〜ぼくらの休み時間〜』（リセス ぼくらのやすみじかん、原題：Recess）は、アメリカ合衆国のテレビアニメ。1997年9月13日から2001年11月21日までABC放送・UPNで放送された。全6シーズン・全65回（全127話）。
日本では2000年4月2日から9月24日までテレビ東京のサンデーディズニーにてシーズン2まで放送。2003年12月24日からディズニーチャンネルでシーズン3が放送され、2005年12月からはトゥーン・ディズニー（後のディズニーXD）で放送された。テレビ映画は2006年4月21日から放送された。

## 概要 / 1回の放送形式
「リセス」(Recess)とは英語で「休み時間」という意味であり、サードストリート小学校における4年生の6人の児童をメインとしている。内容は主に「休み時間」にスポットが当てられており、小学校の休み時間中に起こることが「リセス」のメインである。
作品中では子供対大人という構図が取られることも多く、決して子供の本意ではないことを実行しようとする大人に立ち向かうということもある。

## 主な登場人物

### 仲良し6人組
T.J. (Theodore Jasper "T.J." Detweiler)
声 - 小林良也→内山昂輝/英 - ロス・マリンジャー→アンドリュー・ローレンス→マイレス・ジェフリー→アクセル・アルバ（リロ・アンド・スティッチ ザ・シリーズのみ）
本名：セオドア・ジャスパー・デトワイラー。後ろ向きに被った赤い野球帽がトレードマークの6人組のリーダー。あらゆるいたずらを思いつき、実行する。キング・ボブより「いたずらプリンス」の称号を授かった。劇中の人気SFコミック「セニョール・フュージョン」の熱狂的ファン。家族構成は父母と姉のベッキー（声 - 甲斐田裕子）。ひらめきの天才。
ビンス (Vincent Pierre "Vince" LaSalle)
声 - 入野自由→田谷隼/英 - リッキー・デション・コリンズ
本名：ヴィンセント・ピエール・ラサール。スポーツ万能の少年。あらゆるスポーツを難なくこなし、スポーツに関してはほぼ負け知らず。性格はお調子者にして自信家。実は料理に関して天才的才能がある。家族構成は父母と兄のチャド。
スピネリ (Ashley Funicello Spinelli)
声 - 芝原チヤコ/英 - パメラ・シーガル・アドロン
本名：アシュリー・ファンニセロ・スピネリ。短気な女子児童。アシュリーズのことが大嫌いで名前で呼ばれることを嫌っており、グループの中では「スピネリ」と珍しく苗字で呼ばれる。一度アシュリーズに無理矢理入れられたが、TJ達の活躍により脱退に成功した。家族構成は父母兄。両親は共働きで父親は建設会社、母親はジュエリーショップにそれぞれ勤務。趣味はプロレス観戦（父親が大のプロレス好きでありその影響）。男勝りだが、一度恋愛もしたことが…。マイキーとバレエを踊ったことがある。
グレッチェン (Gretchen Prunella Grundler)
声 - 鈴木美紗→平澤優花/英 - アシュレー・ジョンソン
本名：グレッチェン・プルーネラ・グランドラー。出歯が目立つ、サードストリート小学校はもちろん、全国でもトップクラスの知識と学力をもつ少女。趣味はテストを受けること。「ガリレオ」（声 - 茶風林/英 - エリック・アイドル）と呼ばれる携帯型コンピューターをいつも持ち歩く他、その明晰な頭脳を活かし劇中では様々なメカニックを開発している。科学コンテストでは、3年連続優勝。
マイキー (Michael "Mikey" Blumberg)
声 - 北村正春→田中大河→佐々木和徳（リロ・アンド・スティッチ ザ・シリーズのみ）、鹿野由之（歌声）/英 - ジェイソン・デイヴィス→ザック・シャダ（リロ・アンド・スティッチ ザ・シリーズのみ）、ロバート・グーレ（歌声）
本名：マイケル・ブラムバーグ。小学生に見えないほどの巨漢であり、大食いだが心は純粋。趣味は詩を書くこと。自分よりも小さく弱い生き物を大事にする。運動は苦手だが、サッカーのゴールキーパーとしては才能がある。実はバレエを習っている。歌も得意で、歌う際には普段の声から一転して大人顔負けの低音ボーカルを披露する。
ガス (Gustav Patton "Gus" Griswald)
声 - 進藤一宏→滝原祐太/英 - コートランド・ミード→ザック・ユーイング（リロ・アンド・スティッチ ザ・シリーズのみ）
本名：グスタフ・パットン・グリズウォルド。作中の途中から転入してきた児童。転校回数は過去6年で12回。当初はTJ達以外には「新入り」と呼ばれていたが、あることをきっかけに「ガス」と呼ばれるようになった。父親（声 - 大川透、他）は陸軍将校であり、父親の仕事の都合により転校を繰り返していた。また父親の影響で知識も豊富な「ミリタリー・マニア」である。小柄な体型も手伝って普段は気弱な性格だが、時として意外な行動力を見せる。かつては「エル・ディアブロ」(スペイン語では、悪魔の意味を持つ。)とも呼ばれたドッジボールの名手。近眼であり、メガネを外すと行動に支障が出る（そのかわり、メガネを外すとまるで別人の様に格好良い）。一度、メガネをはずして生活したことがあったが、目が見えなくなり失敗。

### その他の児童
キング・ボブ (King Bob)
声 - 岡田貴之/英 - トラン・コーデル
本名はロバート（フルネーム不詳）。校庭の「王」であり、6年生のリーダー。「B」と赤文字で書かれた王冠をかぶっている。幾人かの取り巻きを従え、校庭内でトラブルが発生したときはトラブルの原因となった児童に罰を与える（例：「回転木馬」と称して遊具を利用して児童の目を回させる等）。キングになる前は「いたずらプリンス」の称号を得ていた（いたずらプリンスは長らく不在だったが、新プリンスにT.J.を指名した）。小学校卒業後はフレディーにキングの役目を譲った。
ジョーダンとジェローム (Jordan & Jerome)
キング・ボブの側近。ペアで登場する事が多い。背が低くメガネをかけ緑色の服の方がジョーダン、背が高くやせ形で赤い服の方がジェローム。
アシュリーズ (The Ashleys)
「アシュリー (Ashley)」という名を持つ少女の4人組。アシュリー・アームブラスター（Ashley Armbruster、通称：アシュリーA）（声 - 清水理沙）、アシュリー・ボーレット（Ashley Boulet、通称：アシュリーB）（声 - 梅田貴公美）、アシュリー・クインラン（Ashley Quinlan、通称：アシュリーQ）（声 - 間宮くるみ→不明）、アシュリー・トマシャン（Ashley Tomassian、通称：アシュリーT）の4人であり、それぞれ「アシュリー+名字の頭文字」で呼ばれる。流行と情報に敏感で自分たちを「一つ上のオトナの女」と思っており他の生徒達を見下している。口癖は全員揃っての「スキャンダラ～ス!」。校庭のタイヤの山を自分たちのクラブハウスに改造し休み時間や放課後はいつもそこでくつろいでいる。4人全員にタイラーという名前の同年齢の弟とブリトニーと言う妹がいる。
ランドール (Randall C. Weems)
声 - 石島直人→有馬優人/英 - ライアン・オドノヒュー
本名：ランドール・C・ウィームス。学校内の嫌われ者。フィンスター先生によって送り込まれた校庭の「スパイ」。校庭内で悪巧みをしようとしている情報があると、フィンスターにそのことを報告する。ゆえに子供達からは敵視されているが、フィンスターのスパイとしての立場が危うくなったときなど、まれに協力することもある。
メンロー (Menlo)
声 - 梅田貴公美/英 - ブレイク・ユーイング
本名不詳。全校児童の名簿を取り扱っている事務委員。学校内の落し物の管理も行っている。放送委員も兼ねており校舎から外に出ることは殆どない。非常に真面目な性格で規律に厳しい。TJとはかつて親友同士であった。昔はかなりの悪だったらしい。
ハスラー・キッド (Francis "The Hustler Kid")
声 - 阪口周平/英 - リッキー・コリンズ
本名：フランシス（フルネーム不詳）。いつも長いコートを羽織ってアウトローに振る舞い、校庭でお菓子や玩具やらを売りさばく少年。扱う商品はどれも妙なものばかりだが、児童たちには不思議とよく売れている。携帯電話を駆使し、賭け事の胴元も行っている。T.J.達のクラスメイト。
ローソン (Erwin Lawson)
声 - 速見圭/英 -エリック・フォン・デッテン
本名：アーウィン・ローソン。5年生。学年が1つ下のTJやビンス達にキックベース等でいつも負かされており、何かと目の敵にしているが、まれに協力することもある。
ブッチ (Butch)
声 - 岡野浩介→不明
本名不詳。学校内で事件が起こった際に、TJたちに何かとアドバイスする情報屋的存在。ただしブッチの話は過去にあった（とされる）怖いエピソードである事が多く、皆を不安にさせる。髪の白いメッシュがトレードマーク。
コーンチップ (Theresa Laverne "Cornchip Girl" LaMaise)
声 - 間宮くるみ→不明
本名：テレサ・ラヴァーン・ルメイズ。いつも袋入りのスナック菓子を食べ歩いている少女。常に他人を思いやる心優しい性格で、TJたちが行動するきっかけを作ることが多い。父親（声 - 中村秀利）は海軍将校で、ガスの父親とは高校時代からのライバル同士。
グル少年 (Guru Kid)
声 - 間宮くるみ→梅田貴公美
本名：ジミー（フルネーム不詳）。いつも上半身裸で脱いだシャツをターバンのように頭に巻き、座禅を組み修行僧のように振舞っている少年。生徒たちの悩みを聞き解決への道を説く相談役。
穴掘り兄弟 (Sam and Dave the Diggers)
声 - 梅田貴公美/英 - ロス・マリンジャー
本名：サム＆デイブ（フルネーム不詳）。いつも校庭に穴を掘っている2人組。穴掘りの指示はデイブが出している。2人とも常にサングラスとヘルメットを着用している。赤いバンダナを首に巻いている方がサム、防塵マスクを首からぶら下げている方がデイブ。穴掘り歴は幼稚園生から。
ゲルマン (Gelman)
本名不詳。マイキーも超えるほどの学校一の巨漢にして乱暴者。ゆえに常に我が物顔で振舞っているがガスが仕掛けたトラップに本気で怖がるなど気の小さい一面もある。自分の父親の影響で博覧会に行ったことがなく、博覧会の展示物は、すべて嘘と信じていたが学校の遠足で博覧会に行く際に一度は、学校にフィンスター先生、ガスと一緒に置いていかれるがガスの父親の軍のヘリコプターで3人とも博覧会に行きこれをきっかけに博覧会を信じるようになった。
ブランコ乗り (Swinger Girl)
本名不詳。いつもブランコに乗っている少女。ブランコの記録に挑戦している。パイロットの様な出で立ちをしている。
逆さまギャル (Upside Down Girl)
本名不詳。いつも鉄棒に逆さまにぶら下がっている少女。鉄棒以外にも何かにぶら下がった状態で登場する。
ブランドン (Brandon the Singer)
オペラのチャンピオンで、セリフは常に歌。歌唱中に蜂が口に入り喉を刺されたため、国歌斉唱のピンチヒッターが必要となった時、マイキーの歌声に白羽の矢が立った。
カースト (Kirsten "Kurst the Worst" Kurst)
マンディー率いる不良グループに属する、大食いの少女。カフェテリアの調理場の冷蔵庫から盗み食いをしている。マイキーとは食べ物の趣味が合う。
マンディー (Conrad Mundy)
不良グループのリーダー。眉毛がつながっている。万引きをした為、ケルソさんの店には出入り禁止である。飛んできたボールから幼稚園児を守った所をT.J.達に目撃され、「マンディーは親切」という噂が立ってしまい、悩んだことがある。休み時間はいつも仲間と校庭のゴミ箱近くにたむろしている。
スキーンズ、レイジー・キッド、スー・ボブ　(Greg Skeens, Lazy Kid & Sue Bob Murphy)
マンディーの仲間。スキーンズは長身でいつも壁に落書きをしている。レイジー・キッドはいつも眠そうにしていて言動がワンテンポ遅れている。スー・ボブは髪がソバージュの少女。レイジー・キッドのみ日本語版では名前が一定していない。
ツンツルテンのランス (Lance too short)
本名不詳。前までビデオキッドと呼ばれていた生徒がポルトガルに引っ越すため後継者を見極めるためのテストを受け最終テストでビンスとT.J. を押しのけ合格し、ビデオキッドのあとを継いだ少年。後に自身でツンツルテンのビデオキッドと呼んでいる。

### 教師・その他の大人
プリックリー校長 (Principal Peter Prickly)
声 - 稲葉実/英 - ダブニー・コールマン
本名：ピーター・プリックリー。サードストリート小学校の校長。TJとはライバル関係にあるがまれに協力し合うこともある。TJ程の「セニョール・フュージョン」の熱狂的ファン。いつかは中学校の校長に昇進することを目論んでいる。頭髪は実はカツラである。ニックネームは「ピーティー」。サードストリート小学校出身。
フィンスター先生 (Miss Muriel P. Finster)
声 - 磯辺万沙子/英 - エイプリル・ウィンチェル
本名：ミュリエル・P・フィンスター。校庭の監督をするベテラン教師。ランドールをスパイとして送り込む。若い頃はスピネリの祖母と遊び仲間であった。後に5年生に進級したTJ達の担任を務める。サードストリート小学校出身。
グローキー先生 (Miss Alordayne Grotke)
声 - 山門久美/英 - アリス・ビーズレー
本名：アローデーニ・グローキー。TJ達の担任。児童に人気がある。足の毛の処理はしていないようである。独身。手品とヨガが得意。歴史に関するコスプレをしばしばする。
ハンクさん (Hank the Janitor)
声 - 宝亀克寿
学校の用務員（作中では「主事」）。実は数学の天才だが、仕事にはしたくない。フィンスター先生と恋に落ちた事がある。
レモンさん (Miss Lemon)
声 - 梅田貴公美/英 - トレス・マクニール
プリックリー校長の秘書。いつもタイプライターを打っている。メンローに書類仕事を任せている。ちなみに"Menlo"と"Lemon"はアナグラムになっている。
クルーギー先生 (Coach Kloogie)
体育の先生。ビンスの運動神経を高く評価している。
バーサ (Bertha)
スクールバス運転手の大柄な女性。乗務するバスに「スモーキー」と名付け大事にしている。サードストリート小学校出身。
ケルソさん (Aaron Kelso)
子供たちが学校帰りによく寄る商店の店主。店内では飲食もでき、作中ではシーンの舞台になることも多い。
グリズウォルド中尉 (Lt. Griswald)
声 - 大川透
ガスの父親。陸軍中尉である。軍人であることを家庭においても徹底しており、ガスの事を「二等兵」と呼んでいる。家には基地の様に開閉式ゲートや鉄条網が設置され、愛車は軍用車両（ハマーに類似）である。
スキナー教育長 (Superintendent Skinner)
プリックリー校長の昇進の決定権を握っている。教育長がサードストリート小を訪問する際には、プリックリー校長はあの手この手で良い所を見せようとするが、TJ達のいたずらが元で大概は失敗する。
教育委員会 (Board of Education)
作中ではまるでFBIやSWATの様に描かれており、子供たちにとって怖い存在である。B.O.E.と記されたヘリコプターや車両で乗り込んでくる。人物もなぜか捜査官やSWAT隊員風の場合が多い。
フィッツヒュー市長 (Mayor Philip Fitzhugh)
声 - 稲葉実
市長。サードストリート小学校出身である。
サディアス・T・サード・5世 (Thaddeus T. Third V)
地域で一番の富豪。祖父の3世はサードストリート小学校の創設者。学校名の由来である。
ポール・プリックリー校長 (Principal Paul Prickly)
声 - 千田光男
プリックリー校長の兄。やはり小学校の校長をしている。いつも兄弟で競い合っているが、似た者兄弟である為、行動パターンは似ている。その為か、それぞれの小学校は非常に似ている（生徒まで似ている）。

### 幼稚園児
小学校に隣接して幼稚園があり、園児たちは奇抜なフェイスペイントをしている。集団で襲い掛かってくる為、皆から恐れられている。幼稚園の入り口には"DANGER"（危険）と書かれている。
ヘクター (Hector)
元は無鉄砲な性格だったが、周囲の安全を確認する事の大切さをガスに教わった。ガスの事を「安全マン」と呼んで慕っている。
タビー (Tubby)
太っている幼稚園児。マイキーは自分の過去をタビーに重ねており、タビーもマイキーの事を慕っている。

### 劇中に登場するキャラクター
セニョール・フュージョン (Señor Fusion)
T.J.をはじめ子供達が熱中しているSFコミックのスーパーヒーロー。闘牛士がモチーフで、顔をマスクで覆い、マントを纏っている。コミックの歴史は古く、プリックリー校長も熱狂的なファンである。原作者はラリー・ローガンで、老人ホームに住んでいる。
ボンキー (Bonky)
幼稚園児に人気のある、緑色の恐竜のキャラクター。ある事がきっかけで、マイキーがボンキーの虜となってしまう。

## リロ・アンド・スティッチのクロスオーバー出演について
リロ・アンド・スティッチ ザ・シリーズのエピソード58「ラックス」にクロスオーバー出演している。登場したのはTJとビンスとスピネリとグレッチェンとマイキーとガス（フィンスター先生も登場しているが最初と最後の辺りにしか登場していない）。このエピソードにてグレッチェンとガスを除く4人が試作品285号ラックスの能力にかかり、無気力な状態になった（ガリレオも無気力になっている）。しかし、グレッチェンはラックスの能力の効果を何故か無効化している（ラックスの能力は仕事が楽しいと思っている人物には効果が無い）。
このメンバーがカウアイ島に来たのは、グレッチェンの所属している天才児組合の研修旅行でグレッチェンが偶然見つけた未確認惑星の観測に来ていたため（グレッチェンを除く他の5人は付き添いで、フィンスター先生は保護者として同行）。実はこの惑星は未確認惑星ではなく、ハムスターヴィール博士の作り出した衛星であった。

## 主題歌
オープニング「Recess Theme Song」
作曲 - ケビン・クイーン、ランディ・ピーターセン
鐘が鳴ったら生徒たちが集合し、リセスたちが学校のドアから出て遊びまくるという映像が流れている。
日本語吹き替え版が存在しているが、声優変更版であるシーズン3ではシーズン1からシーズン2までの音声を流用している。
エンディング「Recess Theme Song (Ending Version)」（第1話 - 第65話 ※第24話を除く）
薄黄色を背景に、リセスたちの黒い影が描かれている。オリジナル版では30秒だが、スカパー/CATV放送時は日本語版スタッフ・キャストを導入するために少し伸ばしている。
エンディング「Jingle Bells」（第24話のみ）
作曲 - 不明 英語版歌唱 - ロバート・グーレ
「サンタクロースでＨＯ，ＨＯ，ＨＯ！」で使用。テレビ東京放送時にエンディングをカットしており、スカパー/CATV放送時にこの楽曲の日本語版が作られることは無かった。